# یوگنی سلین
یِوگِنی سرگیویچ سلین (به اوکراینی: Yevhen Serhiyovych Selin) (زاده ۹ مه ۱۹۸۸) بازیکن فوتبال اهل کشور اوکراین است.
وی سابقه ۱۵ بازی ملی برای تیم ملی فوتبال اوکراین در کارنامه دارد، همچنین پست تخصصی او مدافع است.